# Agaricia undata
Agaricia undata е вид корал от семейство Agariciidae. Възникнал е преди около 15,97 млн. години по времето на периода неоген.

## Разпространение и местообитание
Видът е разпространен в Бахамски острови, Белиз, Бонер, Бразилия, Венецуела, Гваделупа, Доминиканска република, Кайманови острови, Колумбия, Коста Рика, Куба, Кюрасао, Малки далечни острови на САЩ, Мексико, Никарагуа, Панама, Саба, САЩ, Сен Естатиус, Търкс и Кайкос, Хаити, Хондурас и Ямайка.
Среща се на дълбочина от 10 до 1587,5 m, при температура на водата от 4,2 до 28 °C и соленост 34,9 – 36,5 ‰.